# Molnár Nikolett
Molnár Nikolett (Oroszlány, 1983. július 28. –) Jászai Mari-díjas magyar színésznő.

## Életpályája
1983-ban Oroszlányban született. 1989-1997 között a József Attila Általános Iskola tanulója volt. 1997-2001 között az oroszlányi Lengyel József Gimnázium és Szakközépiskolában tanult. 2004-2005 között a Keleti István Művészeti Szakközépiskola tanulója volt. 2006-ban végzett az Új Színház stúdiójában. 2008-ban egy színházi meghallgatásra érkezett a Szolnoki Szigligeti Színházba, amely olyan jól sikerült, hogy azóta a színház tagja. Első szerepe rögtön Júlia, a Rómeó és Júlia című Shakespeare drámában. Anyaszínházi munkái mellett vállal vendégszerepléseket is. 2013-2016 között a Színház- és Filmművészeti Egyetem drámainstruktor-színjátékos szakos hallgatója volt.

## Fontosabb színházi szerepei
- Shakespeare: Romeó és Júlia – Júlia
- Wassermann: Kakukkfészek – Flinn nővér
- Molnár: Liliomfi – Erzsi
- Katona: Bánk bán – Melinda
- Shakespeare: Vízkereszt, vagy amit akartok –  Viola
- Leigh-Darion-Wasseermann: La Mancha lovagja – Antonia
- Molnár: Az üvegcipő – Irma
- Bródy: A tanítónő – Tanítónő
- Schiller: Ármány és szerelem – Lujza
- Rice-Webber: Jézus Krisztus Szupersztár – Mária Magdolna
- Molnár: Liliom – Juli
- Fenyő-Tasnádi: Made in Hungaria – Vera
- Maugham-Nádas-Szenes: Imádok férjhez menni – Dennis
- Kocsák-Miklós: Légy jó mindhalálig – Bella
- Tamás Ferkay: Mirandolina – Denjanira
- Miller: A salemi boszorkányok – Abigail
- Dunn: Öt nő az esőben – Jenny
- Várkonyi-Miklós: Sztárcsinálók – Poppea
- Csiky: A nagymama – Márta
- Feydeau: A női szabó – Yvonne
- Shakespeare: A makrancos hölgy – Bianca
- Presser-Sztevanovity-Horváth: A padlás – Süni
- Shakespeare: A makrancos hölgy – Bianca, Baptista leánya
- Wilder-Stewart: Hello, Dolly! – Minnie
- Hašek: Švejk, a derék katona – Kákonyiné Etelka
- Vajda: Anconai szerelmesek – Viktória, magyar lány
- Coward: Vidám kísértet – Ruth
- Shaw: Szent Johanna – Johanna
- Jókai-Bőhm-Korcsmáros. A kőszívű ember fiai – Edit
- Heltai: Naftalian – Terka

## Filmes és televíziós szerepei
- #Sohavégetnemérős (2016) ...Anna

## Díjai és kitüntetései
- Mensáros László-díj (2011)
- Junior Príma-díj (2013)
- Jászai Mari-díj (2016)